# إيما لازاروس
إيما موسي لازاروس (بالإنجليزية: Emma Lazarus) هي شاعرة أمريكية-يهودية صهيونية ، من رواد الحركة الأدبية الأمريكية في القرن التاسع عشر. اشتهرت بقصائدها ومؤلفاتها الأدبية الرفيعة التي نالت استحسان معاصريها من النقاد والأدباء، غير أن أشهر أعمالها كانت قصيدة التمثال الجديد (بالإنجليزية: The New Colousses) والتي ألفتها عام 1883 في إطار جهود جمع التبرعات لبناء قاعدة تمثال الحرية. في عام 1903 - أي بعد 20 عاما من كتابة هذه القصيدة و 16 عاما من وفاتها - تم حفر كلماتها على لوح من البرونز لتوضع في مدخل قاعدة التمثال. توفيت عن عمر يناهز 38 عاما فقط ويرجح أن يكون ذلك بسبب إصابتها بالسرطان.

## حياتها

### نبوغ مبكر
ولدت إيما في مدينة نيويورك الأمريكية عام 1849 لعائلة ثرية مكونة من الأب (موسي) والأم (إستر) وسبعة أشقاء كانت هي الرابعة بينهم. منذ طفولتها أظهرت إيما نبوغاً مبكراً في مجال الأدب مما حدى بوالدها إلى تشجيعها للاستمرار. وهكذا في السابعة عشر من عمرها أصدرت أول مؤلفاتها بعنوان «قصائد وترجمات كتبت بين الرابعة عشر والسابعة عشر» (بالإنجليزية)

### أعمالها
تنوعت اهتماماتها بين الأدب الأميركي وذلك الأوروبي، وساعدها على ذلك إلمامها باللغات الإنجليزية والإيطالية والألمانية إلى جانب كونها ذات ثقافة مزدوجة (أمريكية - يهودية) مما كان له أثر كبير في إثراء ثقافتها وشخصيتها وبالتالي انعكس ذلك على مؤلفاتها. واسترعت موهبتها انتباه واحدا من أشهر الشعراء الأمريكيين في تلك الفترة وهو رالف والدو إمرسون (بالإنجليزية: Ralph Waldo Emerson)، حيث أصبح بمثابة الأب الروحي والموجّه لها حتى وفاته في عام 1882.
إتسمت أعمالها بالميل نحو الرومانسية حيث كانت تؤمن بمدأ الفن من أجل الفن، كما كانت تؤمن بكتابة الأشعار التي تدعو إلى تحقيق العدالة الاجتماعية. وبالإضافة إلى كتابة مقالاتها وأشعارها الخاصة، فقد قامت بتبسيط العديد من الأشعار الألمانية والإيطالية وبخاصة أعمال كل من يوهان غوته (الألمانية: Johann Wolfgang von Goethe) وهاينرش هاينه (الألمانية: Heinrich Heine). وبصفة عامة فقد نشرت أعمالها وتناولتها دوريات مشهورة في ذلك الوقت حيث لاقت رواجا كبيرا بين الأدباء والتقاد والجمهور.

### اليهودية في حياتها
في بداية حياتها لم يكن العداء لليهود كبيرا، لكن مع مرور السنوات بدأت تنتشر في أوروبا موجات عديدة للعداء لليهود خصوصا في روسيا حيث عانى اليهود في أواخر 1880 من مذابح ارتكبت ضدهم. في نفس الوقت كانت إيما قرأت رواية دانيل ديروندا (بالإنجليزية: Daniel Deronda) للأديبة الإنجليزية جورج إليوت (بالإنجليزية: George Eliot). وهكذا تضافرت هذه العوامل لكي تبدأ في إيما في الاهتمام بمشاعر أهلها من اليهود، وأن تكون أحد الأصوات الداعية لحسن معاملتهم حتى داخل أمريكا ذاتها. وشهدت أعمالها الكثير في هذا الإطار حيث قامت بكتابة العديد من المقالات بالإضافة إلى قيامها بترجمة الأشعار اليهودية إلى اللغة الإنجليزية.
ونتيجة لشهرتها وثقافتها المزدوجة فقد أصبحت من أكبر المتحدثات باسم مجتمع اليهود الأمريكيين في الولايات المتحدة في الفترة بين عامي 1882-1883. وشاركت في أعمال الإغاثة لليهود الروس المضطهدين الذين رحلوا إلى أمريكا. ويعتبر الكثيرين أن إيما من أوائل الداعين إلى إنشاء وطن قومي لليهود في فلسطين، وهي بذلك سبقت فكرة ثيودور هيرتزل في إنشاء الحركة الصهيونية بثلاثة عشر عاما.

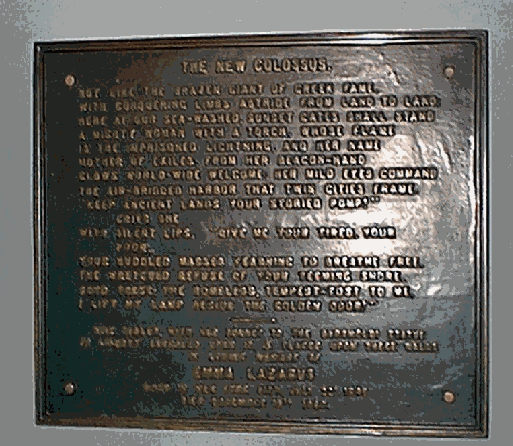
الوحة البروزية بمدخل قاعدة تمثال الحرية

### قصيدة المجد
في عام 1883 كانت الاستعدادات تجري على قدم وساق في كل من فرنسا وأمريكا من أجل توفير التمويل اللازم لبناء وتقل تمثال الحرية الذي أهدته فرنسا إلى أمريكا بمناسبة الذكرى المئوية للثورة الأمريكية (1775-1783). وقد شاركت إيما في هذه الجهود بكتابة قصيدة في 2 نوفمبر 1883 - أي قبل وفاتها بـ 4 أعوام فقط - وكانت بعنوان التمثال الجديد (بالإنجليزية: The New Colouses) تعبر كلماتها عن الأرض الجديدة التي تستقبل المهاجرين إليها لينسوا فيها ما عانوه من اضطهاد وظلم في أوطانهم ويبدؤوا حياة جديدة. وقد استقبلت هذه القصيدة بحفاوة بالغة. فيما بعد، في 1903 تم حفرها على لوحة برونزية ووضعت في مدخل قاعدة التمثال لتكون كلماتها في استقبال المهاجرين لأمريكا.

### أواخر حياتها
قامت إيما برحلتان إلى أوروبا: الأولى في مايو 1885 بعد وفاة والدها في مارس من نفس العام، والثانية في سبتمبر 1887. وعندما عادت إلى نيويورك بعد رحلتها الأخيرة كانت مريضة مرضا شديدا وتوفيت بعدها بشهرين في 19 نوفمبر 1887، ويرجح أن وفاتها ترجع لإصابتها بسرطان جوبكنز. في 1940 تم إعادة إلقاء الضوء على مسيرة حياتها ومؤلفاتها في اقتراب الذكرى المئوية لميلادها.
'. tdih

## أعمالها
- كتابها الأول بعنوان: Poems and Translations Written Between the Ages of Fourteen and Seventeen
- كتابها الثاني بعنوان: Admetus and Other Poems
- ترجمة الأشعار اليهودية إلى الإنجليزية
- رواية واحدة بعنوان: Alide: An Episode in Goethe’s Life
- تبسيط الأشعار الألمانية والإيطالية
- العديد من القصائد والأشعار الخاصة بها

## وصلات خارجية
- إيما لازاروس على موقع IMDb (الإنجليزية)
- إيما لازاروس على موقع الموسوعة البريطانية (الإنجليزية)
- إيما لازاروس على موقع ميوزك برينز (الإنجليزية)
- إيما لازاروس على موقع إن إن دي بي (الإنجليزية)
- إيما لازاروس على موقع ديسكوغز (الإنجليزية)

- إيما لازاروس - سيرة ذاتية  (أرشيف النساء اليهوديات - بالإنجليزية)
- النقش البرونزي المحتوي علي قصيدة «التمثال الجديد» (بالإنجليزية)